# Malapterurus
Malapterurus – rodzaj słodkowodnych ryb sumokształtnych z rodziny Malapteruridae.

## Występowanie
Tropikalne obszary Afryki oraz Nil.

## Klasyfikacja
Gatunki zaliczane do tego rodzaju:
- Malapterurus barbatus
- Malapterurus beninensis
- Malapterurus cavalliensis
- Malapterurus electricus – sum elektryczny[3]
- Malapterurus leonensis
- Malapterurus melanochir
- Malapterurus microstoma
- Malapterurus minjiriya
- Malapterurus monsembeensis
- Malapterurus occidentalis
- Malapterurus oguensis
- Malapterurus punctatus
- Malapterurus shirensis
- Malapterurus tanganyikaensis
- Malapterurus tanoensis
- Malapterurus teugelsi
- Malapterurus thysi

Gatunkiem typowym jest Silurus electricus (M. electricus).